# Лузерна Сан Джовани
Лузѐрна Сан Джова̀ни (на италиански: Luserna San Giovanni; на пиемонтски: Luserna e San Gioann, Лузерна е Сан Джоан, на окситански: Luzerna e San Jan, Лузерна е Сан Джан) е община в Метрополен град Торино, регион Пиемонт, Северна Италия. Административен център на общината е градче Лузерна (Luserna), което е разположено на 475 m надморска височина. Към 1 януари 2020 г. населението на общината е 7267 души, от които 798 са чужди граждани.